# آلکودیا د مونتئاگود
آلکودیا د مونتئاگود (به اسپانیایی: Alcudia de Monteagud) دهستانی در استان آلمریای اسپانیا است.
در این دهستان ۱۹۰ نفر زندگی می‌کنند. مساحت این دهستان ۱۵٫۵۸ کیلومتر مربع است.